# María Jesús Fabini
María Jesús Fabini (Montevideo, 13 de febrero de 1983), conocida como Jujy Fabini, es una periodista, locutora y productora uruguaya.
Hija de madre profesora de literatura y padre abogado. Es licenciada en comunicación de la Universidad de Montevideo. Es celíaca. Trabajó como locutora para  Urbana FM, y FM del Sol. Interpretó como actriz en el papel de Virginia en la obra teatral Flashback. Fue movilera y productora del programa televisivo Bien Despiertos, productora y conductora del móvil de exteriores del programa de Día perfecto de Teledoce, Uruguay.

## Vida privada
El 20 de febrero de 2014 fue madre de Salvador y contrajo matrimonio con Marcelo Mateo ese mismo año y en 2016 nace su hijo Indro.

## Premios
Fue nominada al Premio Iris, rubro revelación en 2009.
Galardonada con el premio Legión del Libro en 2014, por la Cámara Uruguaya del Libro. El premio fue entregado en mano por el periodista y profesor uruguayo Jaime Clara.